# Collegio uninominale Campania - 06 (2020)
Il collegio elettorale uninominale Campania - 06 è un collegio elettorale uninominale della Repubblica Italiana per l'elezione del Senato della Repubblica.

## Territorio
Come previsto dalla legge n. 51 del 27 maggio 2019, il collegio è stato definito tramite decreto legislativo all'interno della circoscrizione Campania.
È formato dal territorio di 24 comuni della città metropolitana di Napoli: Agerola, Anacapri, Boscoreale, Boscotrecase, Capri, Casola di Napoli, Castellammare di Stabia, Ercolano, Gragnano, Lettere, Massa Lubrense, Meta, Piano di Sorrento, Pimonte, Pompei, Portici, Santa Maria la Carità, Sant'Agnello, Sant'Antonio Abate, Sorrento, Torre Annunziata, Torre del Greco, Trecase e Vico Equense e di 19 comuni della provincia di Salerno: Amalfi, Angri, Atrani, Cetara, Conca dei Marini, Corbara, Furore, Maiori, Minori, Pagani, Positano, Praiano, Ravello, San Marzano sul Sarno, Sant'Egidio del Monte Albino, Scafati, Scala, Tramonti e Vietri sul Mare.
Il collegio è parte del collegio plurinominale Campania - 01.

## Eletti
| Elezione | Elezione | Senatore       | Partito            |
| -------- | -------- | -------------- | ------------------ |
|          | 2022     | Orfeo Mazzella | Movimento 5 Stelle |

## Dati elettorali

### XIX legislatura
Come previsto dalla legge elettorale, 74 senatori sono eletti con sistema a maggioranza relativa in altrettanti collegi uninominali a turno unico.
| Candidati                                 | Candidati                | Voti    | %     | Liste                          | Voti    | %     |
| ----------------------------------------- | ------------------------ | ------- | ----- | ------------------------------ | ------- | ----- |
|                                           | Orfeo Mazzella ✔️ Eletto | 100 199 | 35,24 | Movimento 5 Stelle             | 100 199 | 35,24 |
|                                           | Giuseppina Castiello     | 97 857  | 34,41 | Fratelli d'Italia              | 47 477  | 16,70 |
| Forza Italia                              | Giuseppina Castiello     | 97 857  | 34,41 | 38 598                         | 13,57   |       |
| Lega per Salvini Premier                  | Giuseppina Castiello     | 97 857  | 34,41 | 9 675                          | 3,40    |       |
| Noi moderati/Lupi - Toti - Brugnaro - UDC | Giuseppina Castiello     | 97 857  | 34,41 | 2 107                          | 0,74    |       |
|                                           | Eleonora Di Nocera       | 60 997  | 21,45 | Partito Democratico-IDP        | 44 731  | 15,73 |
| Alleanza Verdi e Sinistra                 | Eleonora Di Nocera       | 60 997  | 21,45 | 6 529                          | 2,30    |       |
| +Europa                                   | Eleonora Di Nocera       | 60 997  | 21,45 | 5 961                          | 2,10    |       |
| Impegno Civico - Centro Democratico       | Eleonora Di Nocera       | 60 997  | 21,45 | 3 776                          | 1,33    |       |
|                                           | Mario Scognamiglio       | 15 907  | 5,59  | Azione - Italia Viva - Calenda | 15 907  | 5,59  |
|                                           | Clementina Sasso         | 4 821   | 1,70  | Unione Popolare                | 4 821   | 1,70  |
|                                           | Salvatore Caraviello     | 3 846   | 1,35  | Italexit                       | 3 846   | 1,35  |
|                                           | Stefania Rossi           | 742     | 0,26  | Noi di Centro – Europeisti     | 742     | 0,26  |
| Totale                                    | Totale                   | 284 369 | 100   |                                | 284 369 | 100   |
|                                           |                          |         |       |                                |         |       |
| Voti non validi                           | Voti non validi          | 12 117  | 4,09  |                                |         |       |
| Votanti                                   | Votanti                  | 296 486 | 51,82 |                                |         |       |
| Elettori                                  | Elettori                 | 572 136 |       |                                |         |       |